# Development of the Commercial Crew Program
Development of the Commercial Crew Program começou na segunda rodada do programa Commercial Crew Development (CCDev), que foi reformulado de um programa de desenvolvimento de tecnologia para voos espaciais tripulados para um programa de desenvolvimento competitivo que produziria a espaçonave a ser usada no Commercial Crew Program. A partir de 2011, a NASA adquiriu conceitos de fornecedores privados para veículos de tripulação para transportar astronautas dos Estados Unidos e internacionais de e para a Estação Espacial Internacional (ISS). Contratos operacionais para voar astronautas foram concedidos em setembro de 2014 à SpaceX e à Boeing.
Um voo de teste sem tripulação foi realizado por cada empresa em 2019. O voo da Dragon 2 da Crew Dragon Demo-1 da SpaceX chegou à ISS em março de 2019 e retornou via amerissagem no Oceano Atlântico. Devido a uma anomalia no Mission Elapsed Time, o Boeing Orbital Flight Test (OFT) da espaçonave CST-100 Starliner não conseguiu chegar à estação em dezembro de 2019, mas concluiu alguns objetivos do teste e realizou um pouso seguro com o airbag. Devido a isso, a Boeing e a NASA concordaram em revoo da missão OFT não antes do final de 2021. Enquanto se aguarda a conclusão dos voos de demonstração, cada empresa é contratada para fornecer seis voos para a ISS. O primeiro grupo de astronautas foi anunciado em 3 de agosto de 2018.

## Requisitos
Os principais requisitos de alto nível para os veículos dae Commercial Crew incluem:
- Entregar e devolver com segurança quatro membros da tripulação e seus equipamentos para a Estação Espacial Internacional (ISS).[5][6]
- Garantir o retorno da tripulação em caso de emergência.[5]
- Servir como um porto seguro por 24 horas em caso de emergência.[5][6]
- Capaz de permanecer ancorado na ISS por 210 dias.[5][6]

## Visão geral do programa de desenvolvimento
Após a aposentadoria do Ônibus Espacial em 2011, a NASA não tinha veículos domésticos capazes de lançar astronautas ao espaço. A próxima grande iniciativa de voo espacial tripulado será lançada em 2022 como Artemis 2 no Space Launch System. Nesse ínterim, a NASA continuou a enviar astronautas para a Estação Espacial Internacional (ISS) em assentos da espaçonave Soyuz comprados da Rússia. O preço tem variado ao longo do tempo, com o lote de assentos de 2016 a 2017 custando US$ 70.7 milhões por passageiro por voo. A intenção da CCDev é desenvolver capacidades comerciais seguras e confiáveis de lançamento da tripulação para a ISS para substituir os voos da Soyuz. A CCDev seguiu o Commercial Orbital Transportation Services (COTS), um programa de carga comercial para a ISS. Os contratos CCDev foram emitidos para marcos de preço fixo e pagamento por desempenho.

### CCDev 1

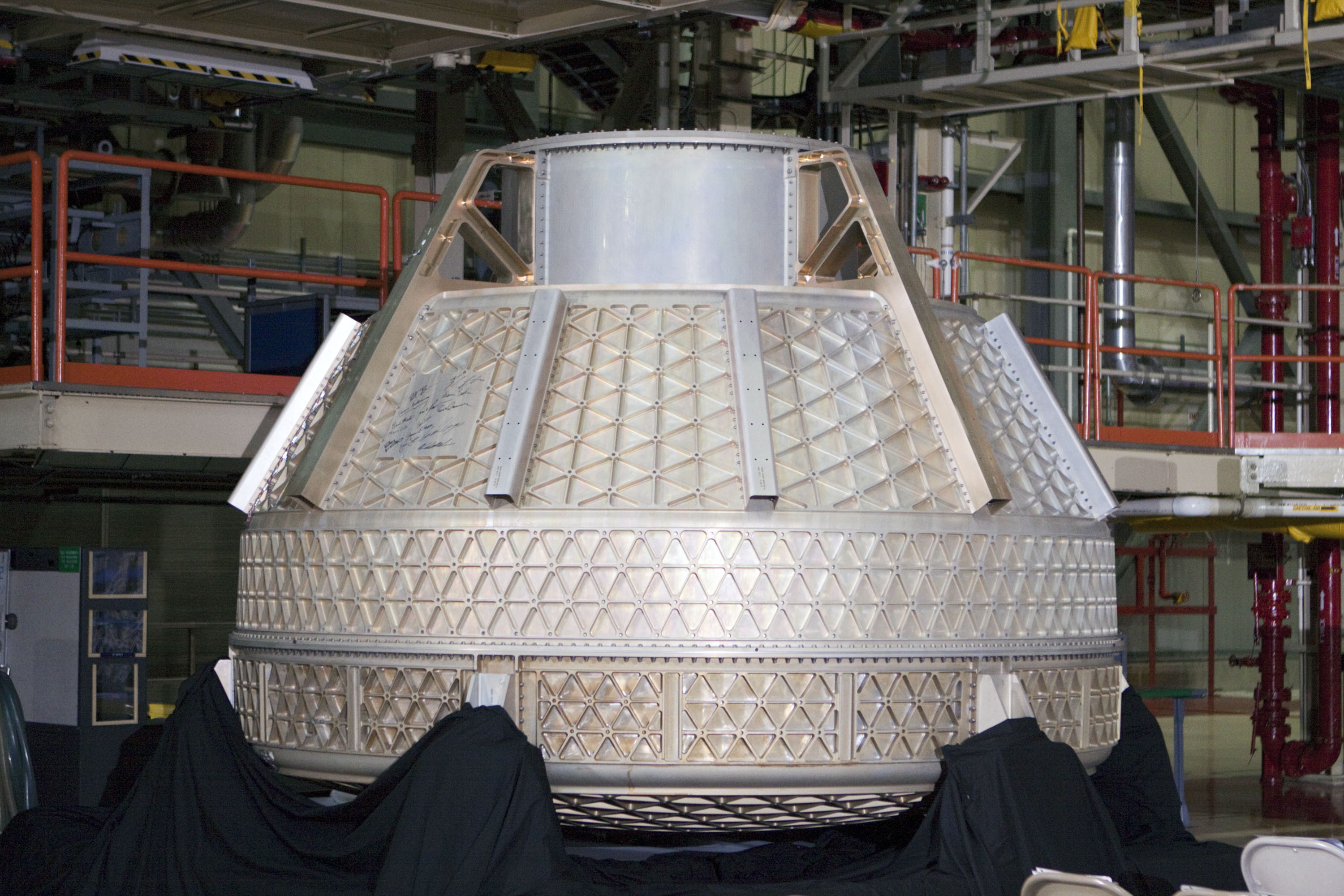
A construção do recipiente de pressão do Starliner foi um dos marcos do CCDev 1 da Boeing

Fase 1 do Commercial Crew Development (CCDev 1), consistiu em US$ 50 milhões concedidos em 2010 a cinco empresas dos Estados Unidos para desenvolver conceitos e tecnologias de voos espaciais tripulados. A NASA concedeu fundos de desenvolvimento a cinco empresas no CCDev 1:
- Blue Origin: US$ 3.7 milhões para um 'empurrador' do sistema de escape no lançamento (LAS) e recipientes de pressão compostos.[15]
- Boeing: US$ 18 milhões para o desenvolvimento do CST-100 Starliner[16]
- Paragon Space Development Corporation: US$ 1.4 milhões para um controle ambiental plug-and-play e sistema de suporte de vida (ECLSS) Unidade de desenvolvimento de engenharia do sistema de revitalização do ar (ARS).[17]
- Sierra Nevada Corporation: US$ 20 milhões para o desenvolvimento do Dream Chaser.[18]
- United Launch Alliance: US$ 6.7 milhões para um Sistema de Detecção de Emergência (EDS) para o Atlas V para tripulação.[19]

### CCDev 2

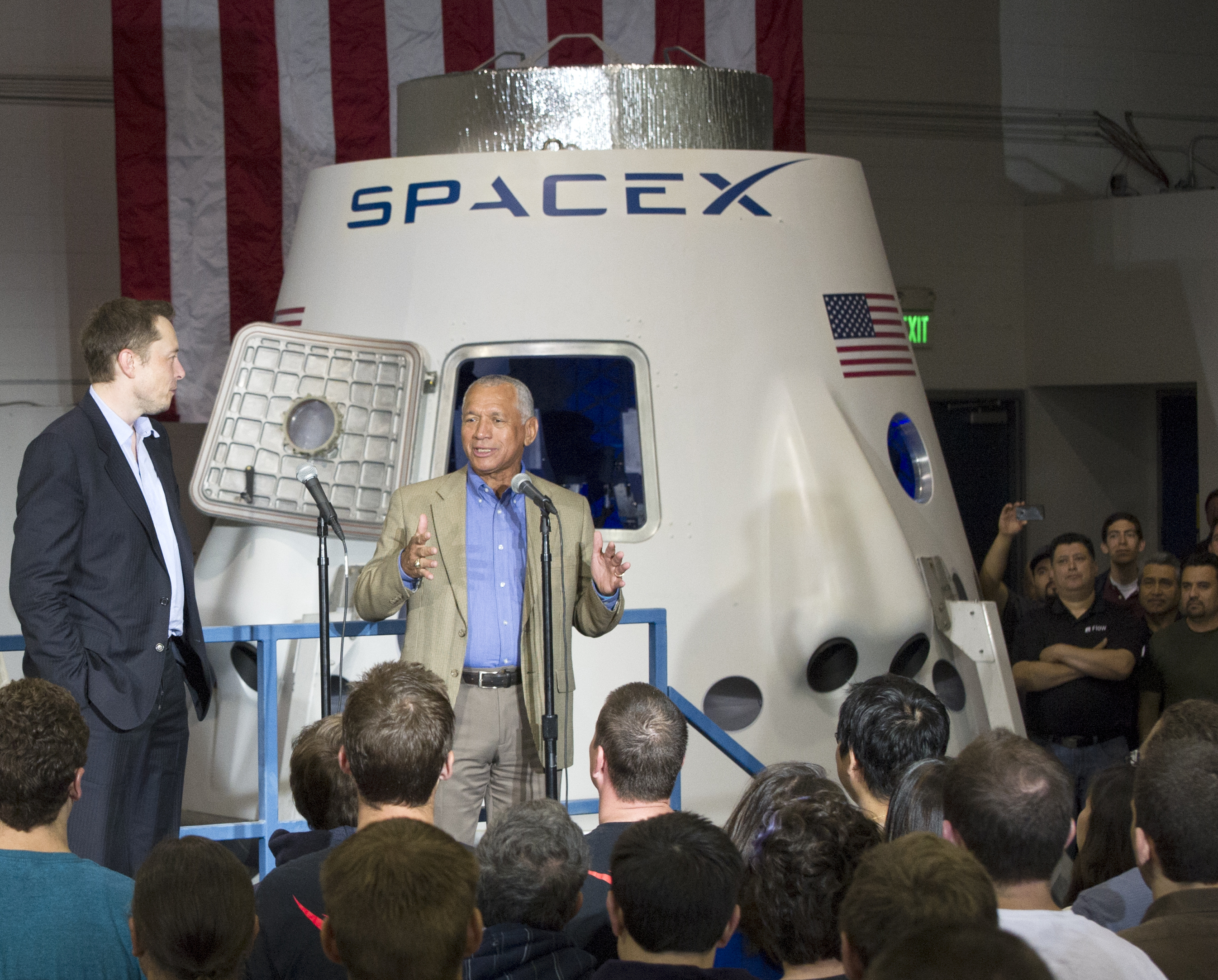
A construção de um mock-up da tripulação do Dragon foi um dos marcos do CCDev 2 da SpaceX

Em 18 de abril de 2011, a NASA concedeu quase US$ 270 milhões a quatro empresas para o desenvolvimento de veículos dos Estados Unidos que pudessem transportar astronautas após a aposentadoria da frota do Ônibus Espacial. Propostas financiadas:
- Blue Origin: US$ 22 milhões, para tecnologias em apoio a um veículo orbital com design de cone de nariz bicônico, incluindo motores de oxigênio líquido/hidrogênio líquido com sistema de aborto de lançamento.[22][23]
- Sierra Nevada Corporation: US$ 80 milhões pelo Dream Chaser.
- SpaceX: US$ 75 milhões pelo sistema de aboto de lançamento integrado da Dragon 2.[24]
- Boeing: US$ 92.3 milhões para o desenvolvimento adicional do CST-100 Starliner.[25]

Propostas selecionadas sem financiamento da NASA:
- United Launch Alliance: estender o trabalho de desenvolvimento na capacidade de tripulação do Atlas V.[26]
- Alliant Techsystems (ATK) e a Astrium propuseram o desenvolvimento do Liberty.[27] A NASA compartilhará experiência e tecnologia.[28][29]
- Excalibur Almaz Inc. estava desenvolvendo um sistema tripulado com hardware modernizado da era soviética, destinado a voos turísticos em órbita. Um Acordo de Ato Espacial sem financiamento para estabelecer uma estrutura para desenvolver ainda mais o conceito de espaçonave da EAI para o transporte de tripulações em órbita terrestre baixa.[30][31]

Propostas não selecionadas:
- Orbital Sciences Corporation, propôs o veículo espacial Prometheus.[32]
- Paragon Space Development Corporation, propôs desenvolvimento adicional do Commercial Crew Transport-Air Revitalization System.[33]
- t/Space, propôs uma espaçonave reutilizável para oito pessoas ou uma nave espacial de transferência de carga.[34]
- United Space Alliance, propôs voar comercialmente os dois veículos restantes do Ônibus Espacial.[35]

### CCiCap

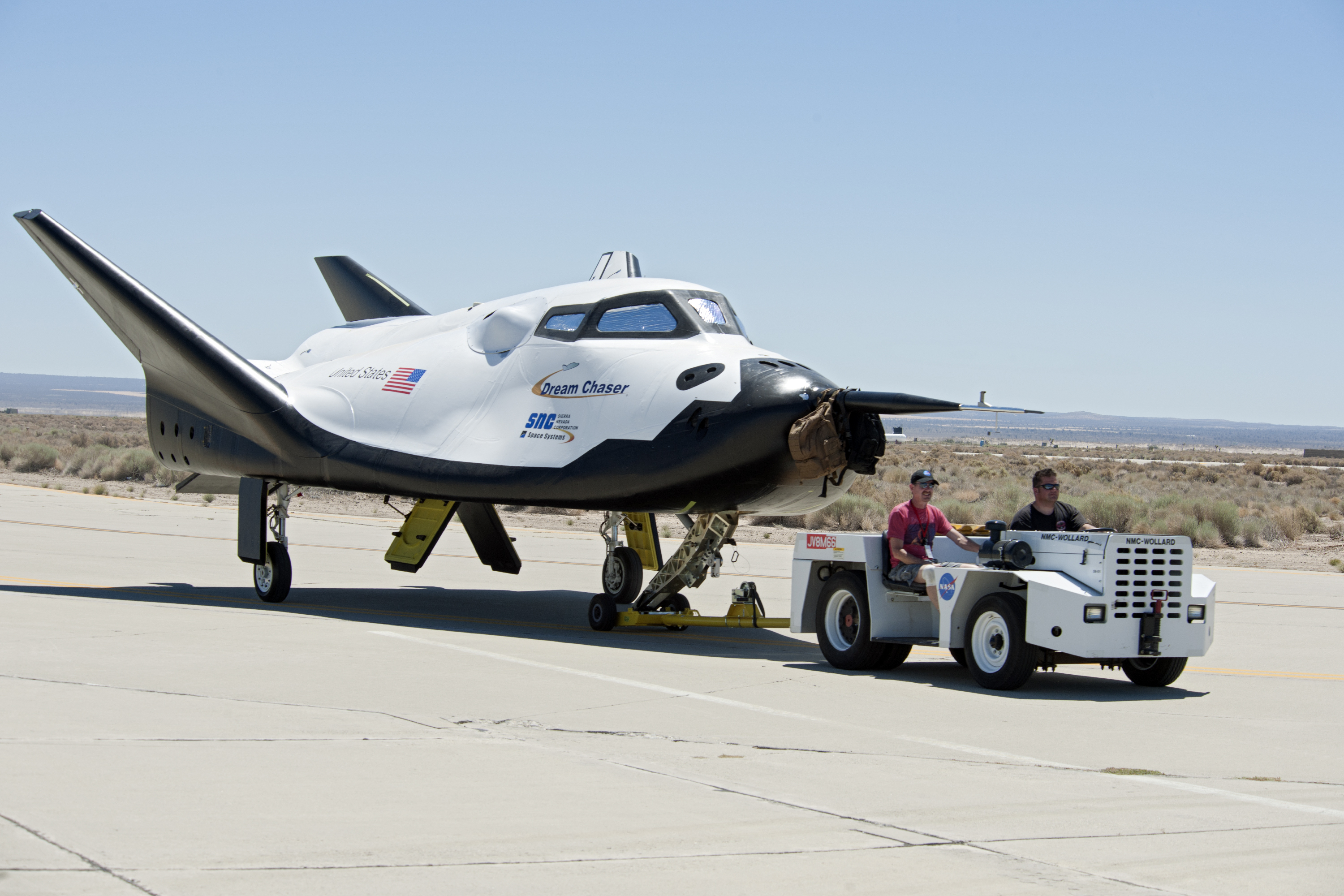
O teste de engenharia e voo do Dream Chaser foi um dos marcos CCiCap da Sierra Nevada Corporation

A Commercial Crew integrated Capability (CCiCap) era originalmente chamada de CCDev 3. Para esta fase do programa, a NASA queria que as propostas fossem conceitos completos de operação de ponta a ponta, incluindo espaçonaves, veículos de lançamento, serviços de lançamento, operações terrestres e de missão e recuperação. Em setembro de 2011, a NASA divulgou um rascunho de solicitação de propostas (RFP). A RFP final foi lançada em 7 de fevereiro de 2012, com propostas para 23 de março de 2012. Os Acordos da Lei Espacial financiados foram concedidos em 3 de agosto de 2012 e alterados em 15 de agosto de 2013.
As propostas selecionadas foram anunciadas em 3 de agosto de 2012:
- Sierra Nevada Corporation: US$ 212.5 milhões. Dream Chaser/Atlas V[40]
- SpaceX: US$ 440 milhões. Dragon 2/Falcon 9[40]
- Boeing: US$ 460 milhões. CST-100 Starliner/Atlas V[40]

### CPC 1
A primeira fase do Certification Products Contract (CPC) envolveu o desenvolvimento de um plano de certificação com padrões, testes e análises de engenharia. Os vencedores do financiamento da fase 1 do CPC, anunciado em 10 de dezembro de 2012, foram:
- Sierra Nevada Corporation: US$ 10 milhões
- SpaceX: US$ 9.6 milhões
- Boeing: US$ 9.9 milhões

### CCtCap - voos tripulados premiados
A Commercial Crew Transportation Capability (CCtCap) é a segunda fase do CPC e incluiu o desenvolvimento final, testes e verificações para permitir voos de demonstração com tripulação para a Estação Espacial Internacional (ISS). A NASA emitiu o projeto de solicitação de propostas (RFP) do contrato CCtCap em 19 de julho de 2013 com uma data de resposta de 15 de agosto de 2013. Em 16 de setembro de 2014, a NASA anunciou que a Boeing e a SpaceX haviam recebido contratos para fornecer serviços de lançamento tripulados para a ISS. A Boeing pode receber até US$ 4.2 bilhões, enquanto a SpaceX pode receber até US$ 2.6 bilhões. Em novembro de 2019, a NASA publicou uma primeira estimativa de custo por assento: US$ 55 milhões para a Dragon 2 da SpaceX e US$ 90 milhões para o Starliner da Boeing. A Boeing também recebeu US$ 287.2 milhões adicionais acima do contrato de preço fixo. Os assentos na Soyuz tiveram um custo médio de US$ 80 milhões. No entanto, ajustando para a carga adicional transportada pelo Starliner da Boeing dentro de sua cápsula da tripulação, o custo ajustado por assento é de aproximadamente US$ 70 milhões, que ainda é maior do que o Crew Dragon da SpaceX, mesmo se a Dragon não transportar o equivalente a um quinto de carga. Tanto o CST-100 Starliner quanto a Crew Dragon realizarão um voo sem tripulação, depois um voo de certificação com tripulação e, em seguida, até seis voos operacionais para a ISS.

## Linha do tempo

### Atrasos contínuos
O primeiro voo do Commercial Crew Program estava previsto para ocorrer em 2015, mas o financiamento insuficiente causou atrasos. Quando a espaçonave entrou na fase de teste e produção, problemas técnicos também causaram atrasos, especialmente o sistema de paraquedas, propulsão e o sistema de aborto de lançamento de ambas as cápsulas.

### Explosão da Crew Dragon
Em 20 de abril de 2019, surgiu um problema durante um teste de fogo estático da Crew Dragon. O acidente destruiu a cápsula planejada para ser usada no In-Flight Abort Test (IFAT). A SpaceX confirmou que a cápsula explodiu. A NASA afirmou que a explosão atrasará o aborto planejado em voo e os testes orbitais com tripulação.

### Voo tripulado da Crew Dragon
Em 30 de maio de 2020, dois astronautas foram lançados para a Estação Espacial Internacional (ISS) com a Crew Dragon como parte do Crew Dragon Demo-2. O fim e o pouso seguro da Demo-2 em 2 de agosto de 2020 marcou a primeira amerissagem em 45 anos para os astronautas da NASA desde a primeira missão espacial internacional Apollo–Soyuz dos Estados Unidos/União Soviética em julho de 1975, bem como a primeira amerissagem de uma tripulação de uma espaçonave no Golfo do México.

## Financiamento

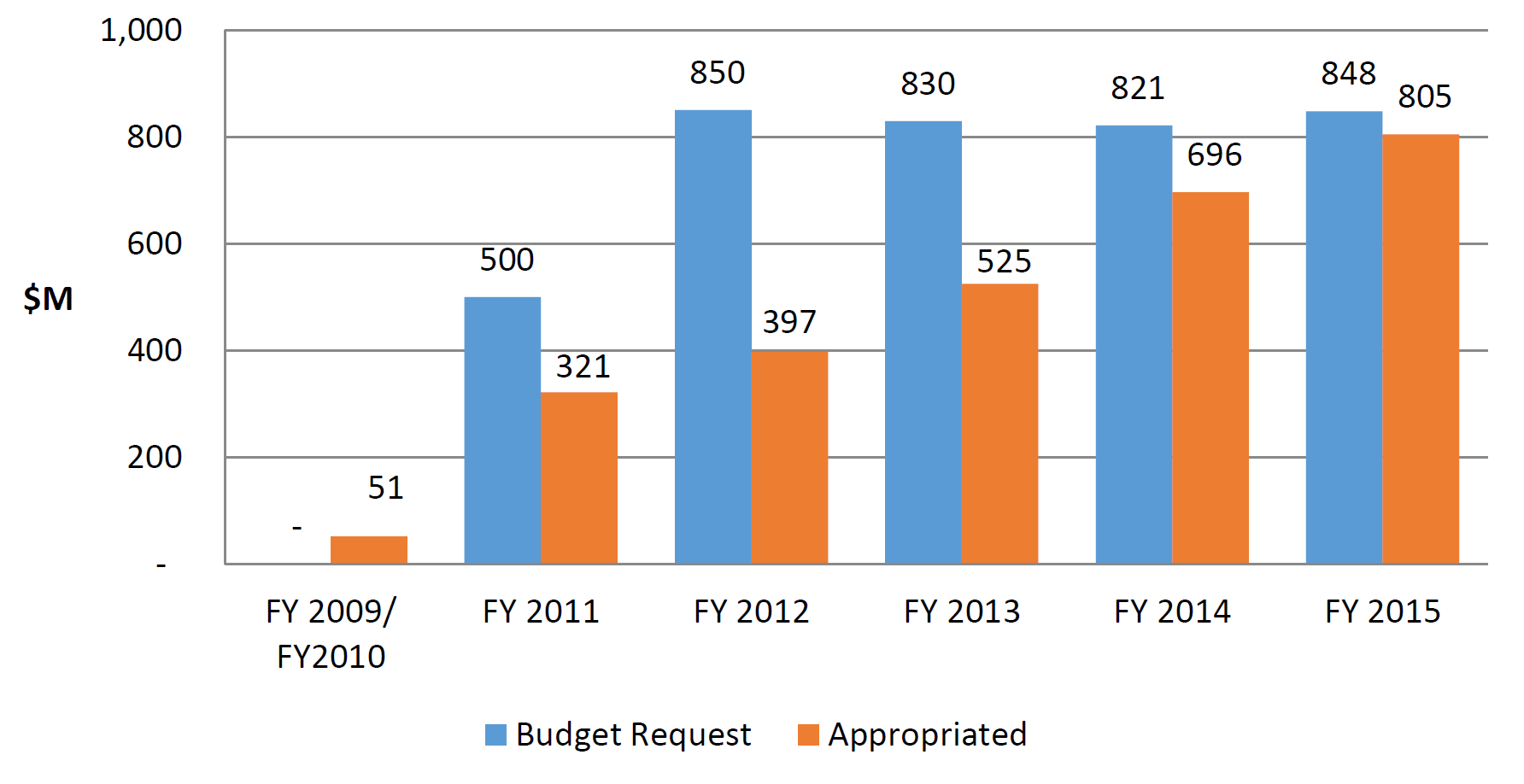
Financiamento solicitado vs financiamento apropriado por ano até 2015

O primeiro voo do Commercial Crew Program estava previsto para ocorrer em 2015, mas o financiamento insuficiente causou atrasos. Para o orçamento do ano fiscal (AF) de 2011, US$ 500 milhões foram solicitados para o programa CCDev, mas o Congresso concedeu apenas US$ 270 milhões. Para o orçamento do ano fiscal de 2012, US$ 850 milhões foram solicitados e US$ 406 milhões aprovados. Para o orçamento do ano fiscal de 2013, US$ 830 milhões foram solicitados e US$ 488 milhões aprovados. Para o orçamento do ano fiscal de 2014, US$ 821 milhões foram solicitados e US$ 696 milhões aprovados. No ano fiscal de 2015, US$ 848 milhões foram solicitados e US$ 805 milhões, ou 95%, foram aprovados. Em 14 de novembro de 2019, o inspetor geral da NASA publicou um relatório de auditoria listando preços por assento de US$ 90 milhões para a Starliner e US$ 55 milhões para Crew Dragon. Com isso, o preço da Boeing é mais alto do que o que a NASA pagou à corporação espacial russa Roscosmos pelos assentos da espaçonave Soyuz para levar astronautas dos Estados Unidos e de nações parceiras à Estação Espacial Internacional (ISS). O relatório também afirma que a NASA concordou em pagar um adicional de US$ 287.2 milhões acima dos preços fixos da Boeing para mitigar uma lacuna de 18 meses nos voos da ISS previstos para 2019 e para garantir que a contratada continuasse como um segundo fornecedor de tripulação comercial, sem oferecer oportunidades semelhantes à SpaceX. Em 18 de novembro de 2019, Jim Chilton da Boeing respondeu que o relatório do inspetor geral não listou as características positivas da Starliner e se opôs ao preço por assento, pois eles acreditam que o custo é inferior a US$ 90 milhões, dada a sua capacidade de carga. O raciocínio da Boeing para o financiamento extra foi devido a um início de desenvolvimento posterior ao da SpaceX com prazos comparáveis. A Boeing também se declarou comprometida com o programa. O financiamento de todos os contratados da tripulação comercial para cada fase do programa Commercial Crew Program é o seguinte, os valores CCtCap são máximos e incluem voos operacionais pós-desenvolvimento.
| Rodada (anos)                                        | CCDev1 (2010-2011) | CCDev2 (2011-2012) | CCiCap (2012-2014) | CPC1 (2013-2014) | CCtCap (2014-presente) | Fundo adicional (2019) | Total (2010-presente) |
| ---------------------------------------------------- | ------------------ | ------------------ | ------------------ | ---------------- | ---------------------- | ---------------------- | --------------------- |
| Fabricantes de espaçonaves                           |                    |                    |                    |                  |                        |                        |                       |
| Boeing                                               | 18.0               | 112.9              | 480.0              | 9.9              | 4.200.0                | 287.2                  | 5.108.1               |
| SpaceX                                               | –                  | 75.0               | 460.0              | 9.6              | 2.600.0                | –                      | 3.144.6               |
| Sierra Nevada Corporation                            | 20.0               | 105.6              | 227.5              | 10.0             | –                      | –                      | 362.1                 |
| Blue Origin                                          | 3.7                | 22.0               | –                  | –                | –                      | –                      | 25.7                  |
| Fabricantes de veículos de lançamento e equipamentos |                    |                    |                    |                  |                        |                        |                       |
| United Launch Alliance                               | 6.7                | –                  | –                  | –                | –                      | –                      | 6.7                   |
| Paragon Space Development Corporation                | 1.4                | –                  | –                  | –                | –                      | –                      | 1.4                   |
| Total:                                               | 49.8               | 315.5              | 1.167.5            | 29.6             | 6.800.0                | 287.2                  | 8.648.6               |

## Missões
| Missão                           | Patch | Espaçonave                                 | Descrição | Tripulação                               | Data                   | Resultado                              |
| -------------------------------- | ----- | ------------------------------------------ | --- | ---------------------------------------- | ---------------------- | -------------------------------------- |
| Dragon 2 Pad Abort Test          |       | Dragon 2 C201 DragonFly (1)                | Teste de aborto da plataforma, Estação da Força Aérea de Cabo Canaveral, Flórida | —                                        | 6 de maio de 2015      | Sucesso                                |
| Crew Dragon Demo-1               |       | Dragon 2 C204 (1)                          | Voo de teste sem tripulação. O DM-1 foi lançado em 2 de março de 2019 e atracado na ISS, PMA-2/IDA-2 um pouco menos de 24 horas após o lançamento. A Dragon passou cinco dias ancorado na ISS antes de desacoplar e pousar em 8 de março de 2019. | —                                        | 2 de março de 2019     | Sucesso                                |
| Boeing Pad Abort Test            |       | CST-100 Starliner Espaçonave 1 (1)         | Teste de aborto da plataforma sem tripulação. | —                                        | 4 de novembro de 2019  | Sucesso                                |
| Boe-OFT                          |       | CST-100 Starliner Espaçonave 3 Calypso (1) | Voo de teste sem tripulação. Foi o primeiro voo de um Atlas V com um estágio superior Centaur de 2 motores. Foi planejado originalmente para passar oito dias atracado na ISS antes de pousar. No entanto, a Starliner não conseguiu se encontrar com a ISS devido à anomalia do MET, forçando-a a entrar em uma órbita abaixo do esperado. A espaçonave retornou em 22 de dezembro de 2019, depois de passar dois dias em órbita. OFT-2 foi proposto para atender a todos os objetivos.                                       | —                                        | 20 de dezembro de 2019 | Falha parcial devido a anomalia no MET |
| Crew Dragon In-Flight Abort Test |       | Dragon 2 C205 (1)                          | Um foguete auxiliar do Falcon 9 lançou uma cápsula Dragon 2 de LC-39A para realizar um aborto em voo logo após o max q, a fim de testar o sistema de aborto de lançamento da Dragon 2. O aborto ocorreu 84 segundos após o lançamento e a Dragon 2 se separou com sucesso do Falcon 9 e voou para longe usando seus propulsores SuperDraco. O foguete auxiliar do Falcon 9 se desintegrou como resultado de forças aerodinâmicas. A Dragon 2 caiu 9 minutos após o lançamento, após lançar com sucesso seus quatro paraquedas. | —                                        | 19 de janeiro de 2020  | Sucesso                                |
| Crew Dragon Demo-2               |       | Dragon 2 C206 Endeavour (1)                | Voo de teste com tripulação. A Dragon 2 foi lançado com dois membros da tripulação e atracou na ISS cerca de 18 horas depois. A Dragon e sua tripulação passaram até 62 dias a bordo da ISS. | Douglas Hurley Robert Behnken            | 30 de maio de 2020     | Sucesso                                |
| Boe-OFT 2                        |       | CST-100 Starliner Espaçonave 2 (1)         | Voo de teste sem tripulação. Sugerido pela Boeing e aprovado pela NASA em 6 de abril de 2020 devido à falha parcial do software no voo de teste anterior da Starliner, em particular a falha em alcançar ou atratar na ISS. | —                                        | NET Q4 2021            | Planejado                              |
| Boe-CFT                          |       | CST-100 Starliner                          | Voo de teste prolongado com tripulação. | Michael Fincke Barry Wilmore Nicole Mann | NET Q1 2022            | Planejado                              |